# Denise Chaila
 (février 2021).
Denise Chaila est une rappeuse, chanteuse, poète, artiste hip hop irlandaise de Limerick d'origine zambienne.

## Carrière
Denise Chaila commence à se produire sur la scène musicale de Limerick en 2012. Elle figure sur l'album de 2016 de Rusangano Family (en), Let the Dead Bury the Dead et se produit régulièrement avec eux . Elle sort son premier EP, Duel Citizenship, en 2019. Cillian Murphy présente la musique de Chaila dans son émission sur BBC Radio 6 Music et l'interviewe pour le magazine Port.
Elle est l'une des interprètes des Perspectives: Imagining Ireland. Speaking Up, Singing Louder au National Concert Hall à Dublin le 9 février 2020. Son premier album, Go Bravely, sort le 2 octobre 2020.
Denise Chaila est l'une des artistes présentées dans la série de performances à distance pendant la pandémie Covid-19, Other Voices (en) : Courage, en mai 2020. Le spectacle d'une heure est enregistré à la National Gallery of Ireland,.

## Vie privée
Denise Chaila est née dans le district de Chikankata-Mazabuka, en Zambie. Sa famille déménage en Irlande quand elle a 3 ans après que son père, un médecin, s'est vu offrir un poste dans un hôpital de Dublin. La famille a ensuite déménagé à Limerick. Elle fréquente l'école secondaire de l'hôpital Kings à Palmerstown et ensuite étudie la littérature anglaise et la sociologie à l'université de Limerick.

## Discographie
- Duel Citizenship EP (2019)
- Go Bravely LP (2020) [4]